# Ropalidia sumatrae
Ropalidia sumatrae är en getingart som först beskrevs av Weber 1801.  Ropalidia sumatrae ingår i släktet Ropalidia och familjen getingar. Utöver nominatformen finns också underarten R. s. lugubris.